# 쇼베 동굴

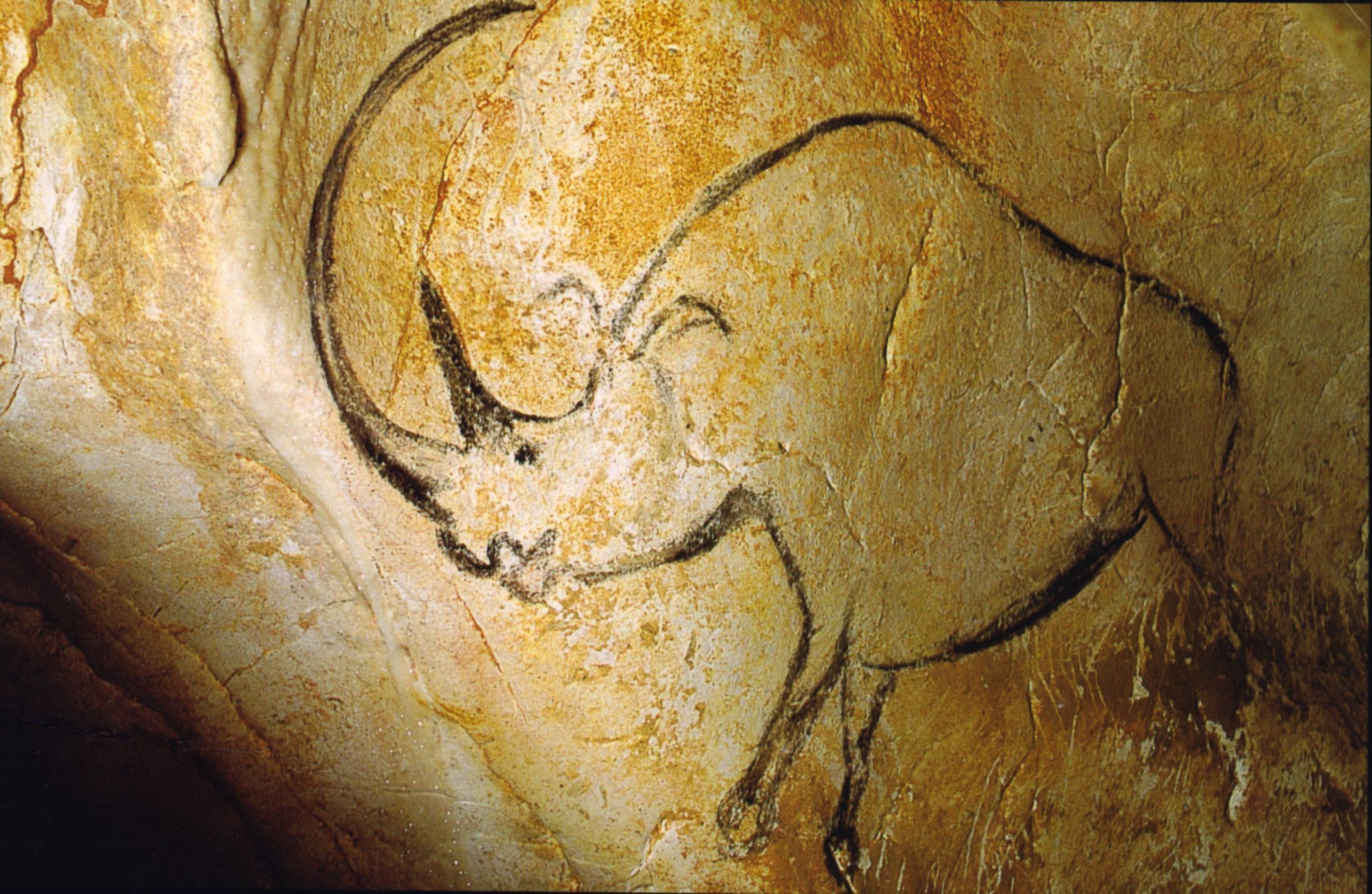

쇼베 동굴(Chauvet Cave)은 프랑스 동남부 아르데슈에 위치한 동굴로서, 후기 구석기 시대에 그려진 것으로 추정되는 동굴 벽화가 보존되어 있는 것으로 유명하다.
1994년 동굴 탐험가인 장 마리 쇼베 등에 의해 우연히 발견되었다. 쇼베 동굴 벽화에서는 사자 그림이 73점이나 되는데 사자를 두려움이나 혐오스러운 존재가 아니라 마치 숭고한 존재처럼 그리고 있는 특징이 있다. 벽화에는 사자 뿐만이 아니라 코뿔소, 곰, 표범 등 여러 동물들이 그려져 있다. 바위 암벽에 새겨진 특정적인 예술품들은 알타미라 동굴과 라스코 동굴의 벽화만큼 정교하다고 평해지고 있다.
탄소 연대 측정법으로 분석해 볼 때 벽화가 그려진 것은 27,000년 전에서 32,000년 전 사이로 추정되며 고고학적으로 오리냐크 문화의 연대의 일부에 해당한다.